# Wandern in Portugal

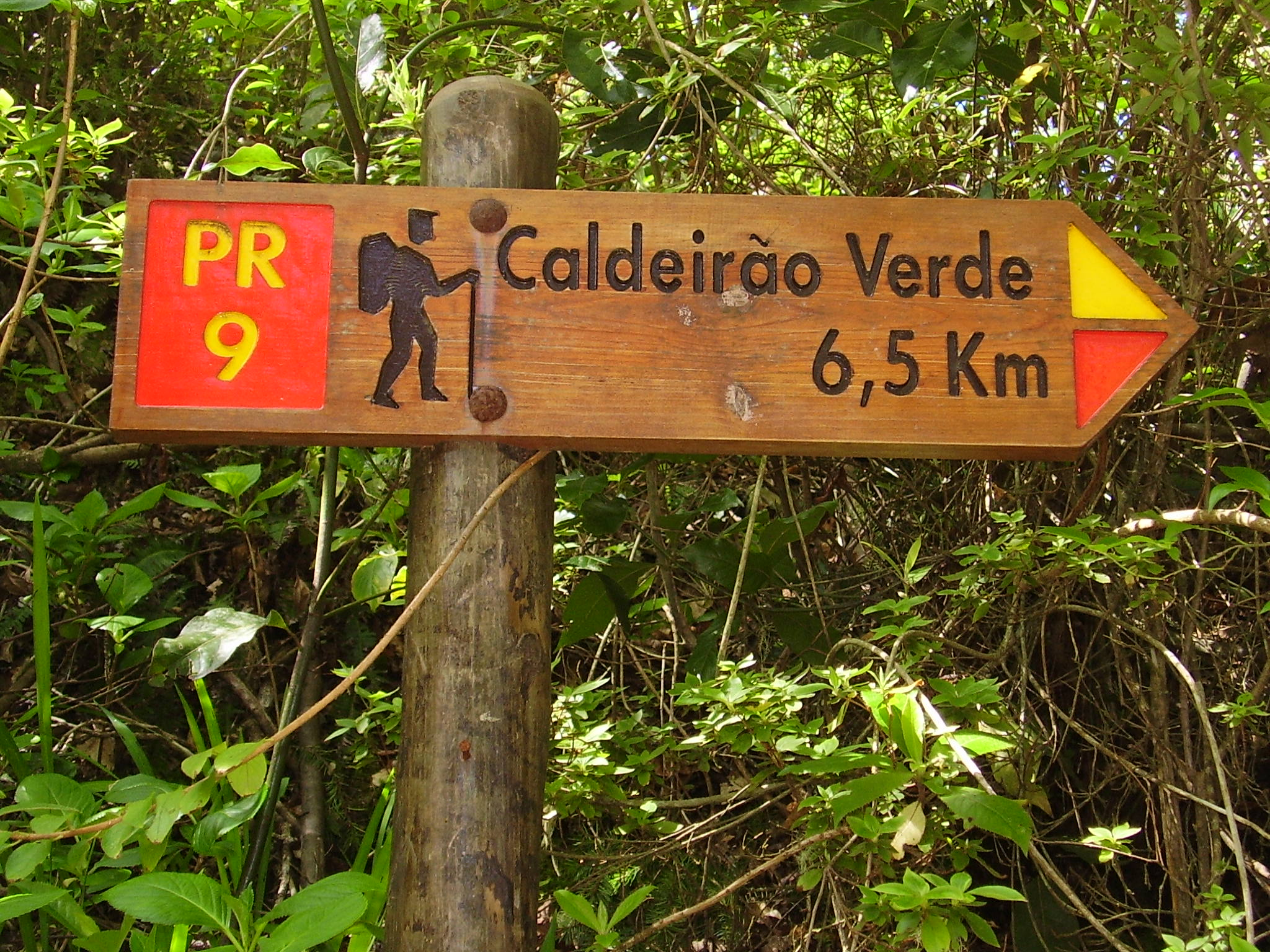
Beschilderung eines Kurzwanderwegs an einer Levada auf Madeira

Eine Vielzahl Wanderwege ermöglichen das Wandern in Portugal durch die landschaftlich unterschiedlichsten Regionen Portugals und seiner Inselregionen der Azoren und Madeira. International bekannt sind insbesondere die Levada-Wanderpfade auf Madeira, während zuletzt auch das gebirgige Hinterland oder die lange Atlantikküste als Wandergebiet in Kontinental-Portugal zunehmend erschlossen wurde.
Zwei Europäische Fernwanderwege führen durch Portugal, der E9 und der E7.

## Geschichte
Als erste Portugiesen, die nicht nur zur eigentlichen Fortbewegung Strecken liefen, und somit als erste Vorläufer der Wanderer dürften auch hier die Pilger gelten, die seit der Reconquista auf verschiedenen Jakobswegen Richtung Norden nach Santiago de Compostela wanderten und seit dem 12. Jahrhundert den Caminho Português entstehen ließen.
Auch in Portugal ist historisch nicht genau zu belegen, wann sich hier das moderne Wandern aus reiner Naturbegeisterung entwickelte. Als erstes gesichertes Dokument gilt ein Brief des Schriftstellers Eça de Queiroz aus dem Jahr 1875, in dem er seinem Dichterfreund Ramalho Ortigão aus dem britischen Newcastle bestätigte, er habe die bestellte umfangreiche Wander- und Campingausrüstung auf den Weg gebracht. Seither entwickelte das Wandern sich in Portugal im Windschatten der Camping-Bewegung.
1932 gründete sich in Porto die Grupo Excursionista Ar Livre (G.E.A.L., dt. etwa: Gruppe der Freiluft-Ausflügler). Es folgten weitere Gründungen von Vereinen im Land, die sich Campingausflügen, Bergwanderungen und anderen Wanderveranstaltungen widmeten. 1940 fand mit dem I. Congresso Português de Campismo Desportivo der erste Kongress zum Campingsport im Land statt. 1941 wurde dann der Clube Nacional de Campismo gegründet, der erste Landesverband des Campingsports. Aus ihm ging 1945 der heutige Dachverband Federação de Campismo e Montanhismo de Portugal (dt. etwa: Portugiesischer Camping- und Bergsportverband; FCMP) hervor. Der FCMP ist der nationale Sportverband, der für das Wandern zuständig ist.
Insbesondere in den letzten Jahrzehnten entwickelte sich das Wandern auch für den Tourismus als bedeutender Faktor, mit einer Vielzahl Initiativen und Anlagen von Wanderwegen im ganzen Land für den Inlands- und Auslandstourismus. Besonders auf den Inselgruppen Madeira und Azoren hat sich internationaler Wandertourismus etabliert, speziell auf Madeira entlang der historischen Levadas, einem Netz von künstlichen Wasserläufen und kleinen Kanälen.

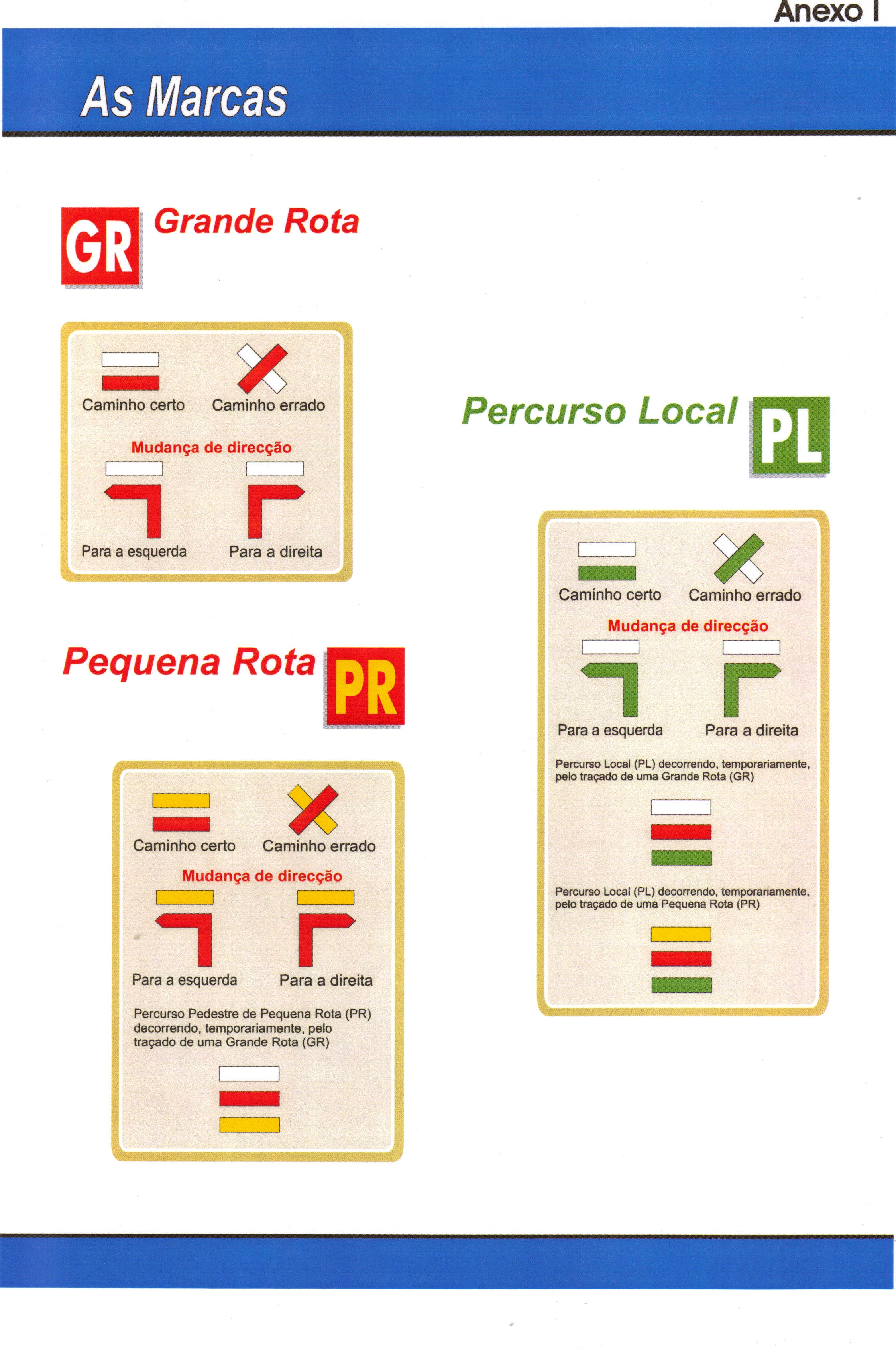
Heutiges Beschilderungssystem der Wanderwege in Portugal

## Wanderwege in Portugal
→ Siehe auch: Liste der Wanderwege in Portugal
In Portugal existieren heute eine Vielzahl Wanderwege in allen Regionen des Landes und seiner Inselregionen Madeira und den Azoren. Die Kommunen, Vereine oder anderen Institutionen, die sich an den Dachverband Federação de Campismo e Montanhismo de Portugal (FCMP) wenden, erhalten von ihm Unterstützung bei der Anlage der Wanderwege nach internationalen Standards. Die Wege werden nach ihrer Anerkennung durch die FCMP im verbandseigenen Wanderwegsregister (Registo Nacional de Percursos Pedestres) aufgenommen und mit einer Nummer gekennzeichnet.
Die offiziellen Wanderwege in Portugal unterteilen sich in drei Kategorien:
- GR (Grande Rota, große Tour): Weitwanderwege; Strecken ab 30 km Länge oder länger als einen Tagesmarsch; sie sind die bekanntesten und bedeutendsten Wanderwege
- PR (Pequena Rota, kleine Tour): weniger als 30 km oder ein Tagesmarsch lang
- PL (Pedestres Locais, lokale Fußwege): eine 2006 geschaffene Kategorie für Rundwege in und um Ortschaften

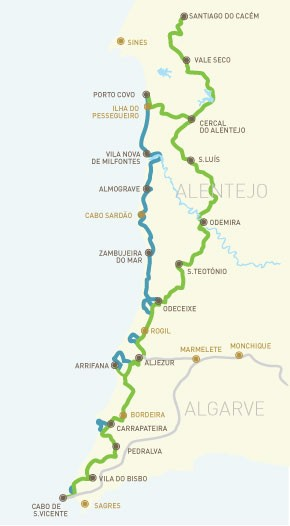
Wanderroute der Rota Vicentina

Neben den offiziellen Wanderwegen der FCMP sind auch historisch gewachsene oder von Kommunen, Bürgervereinen oder anderen angelegte Wege bekannt. Zu den bekanntesten zählen:

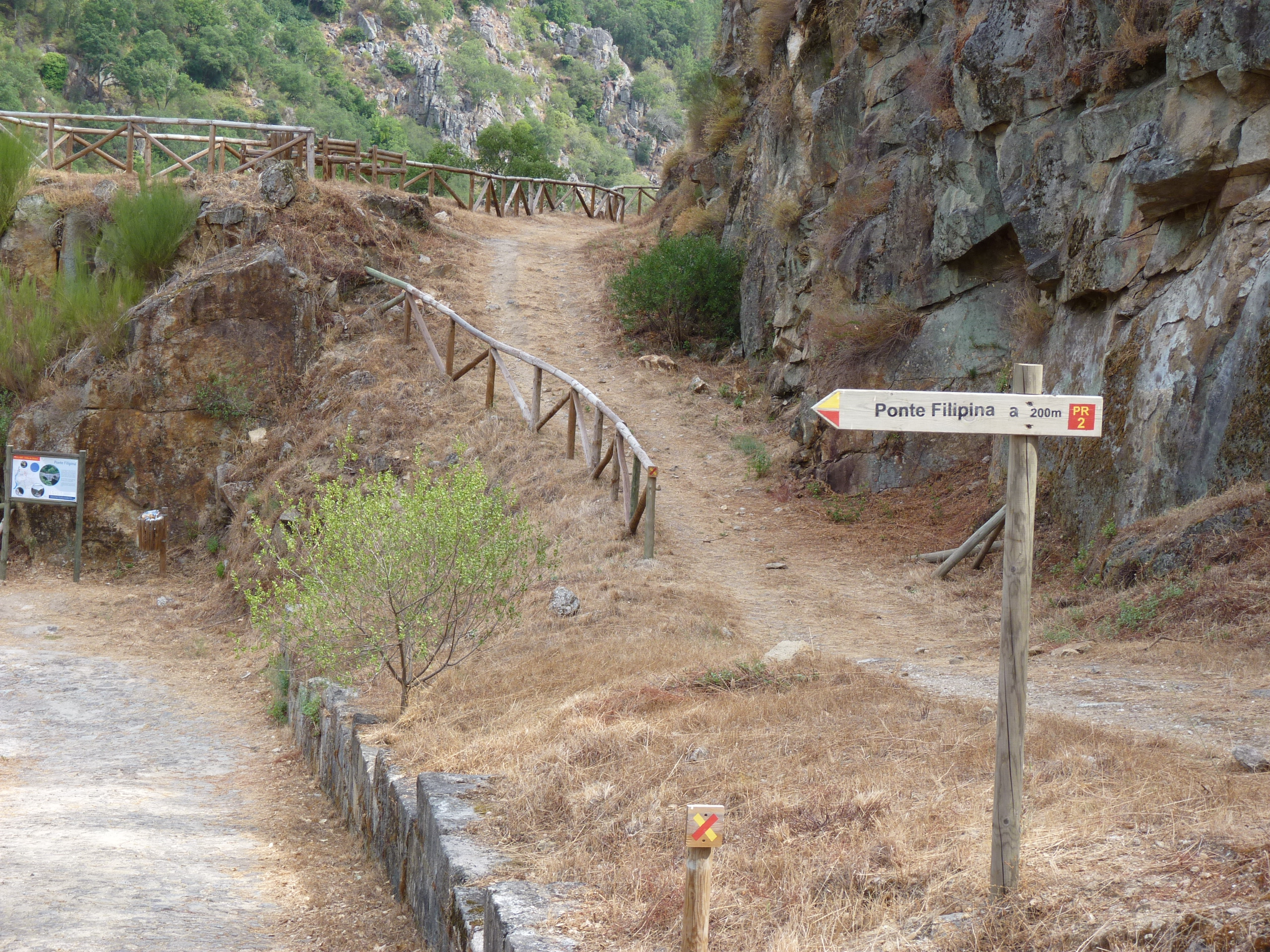
Wanderwege bei Pedrógão Pequeno

- der Caminho Português, die portugiesischen Jakobswege
- die Via Algarviana, eine Wanderroute quer durch die Algarve
- der Fischerpfad (Trilho dos Pescadores), ein Weg entlang einer Reihe von Fischerdörfern an der Küste des Naturparks Parque Natural do Sudoeste Alentejano e Costa Vicentina

Parallel sind verschiedene thematische Routen meist auf Basis der bestehenden GR- und PR-Wanderwege entstanden. Als bekannteste unter den zahlreichen Routen können gelten:
- die Aldeias Históricas de Portugal, ein Verbund von zwölf historischen Bergdörfern
- die Aldeias do Xisto, eine Reihe von traditionellen Schieferdörfern der Região Centro
- die Aldeias de Portugal, ein Zusammenschluss ursprünglicher und naturverbundener Dörfer des Minho, einer als Keimzelle Portugals geltenden Region im äußersten Nordosten des Landes
- die Rede de Judiarias, ein Verbund von Orten mit einer bedeutenden jüdischen Vergangenheit und bis heute erhalten gebliebenen Spuren jüdischen Lebens
- die Rota Vicentina, das Wanderweg-System im Naturpark Parque Natural do Sudoeste Alentejano e Costa Vicentina

Auch zwei Europäische Fernwanderwege führen durch Portugal, der E9 und der E7, Anschlüsse an den E3 und E4 sind zudem geplant.
Neben den offiziellen Wanderwegen werden in Portugal gelegentlich auch Radwege (Ciclovías) zu den Wanderwegen gezählt.